# Cato Zacro

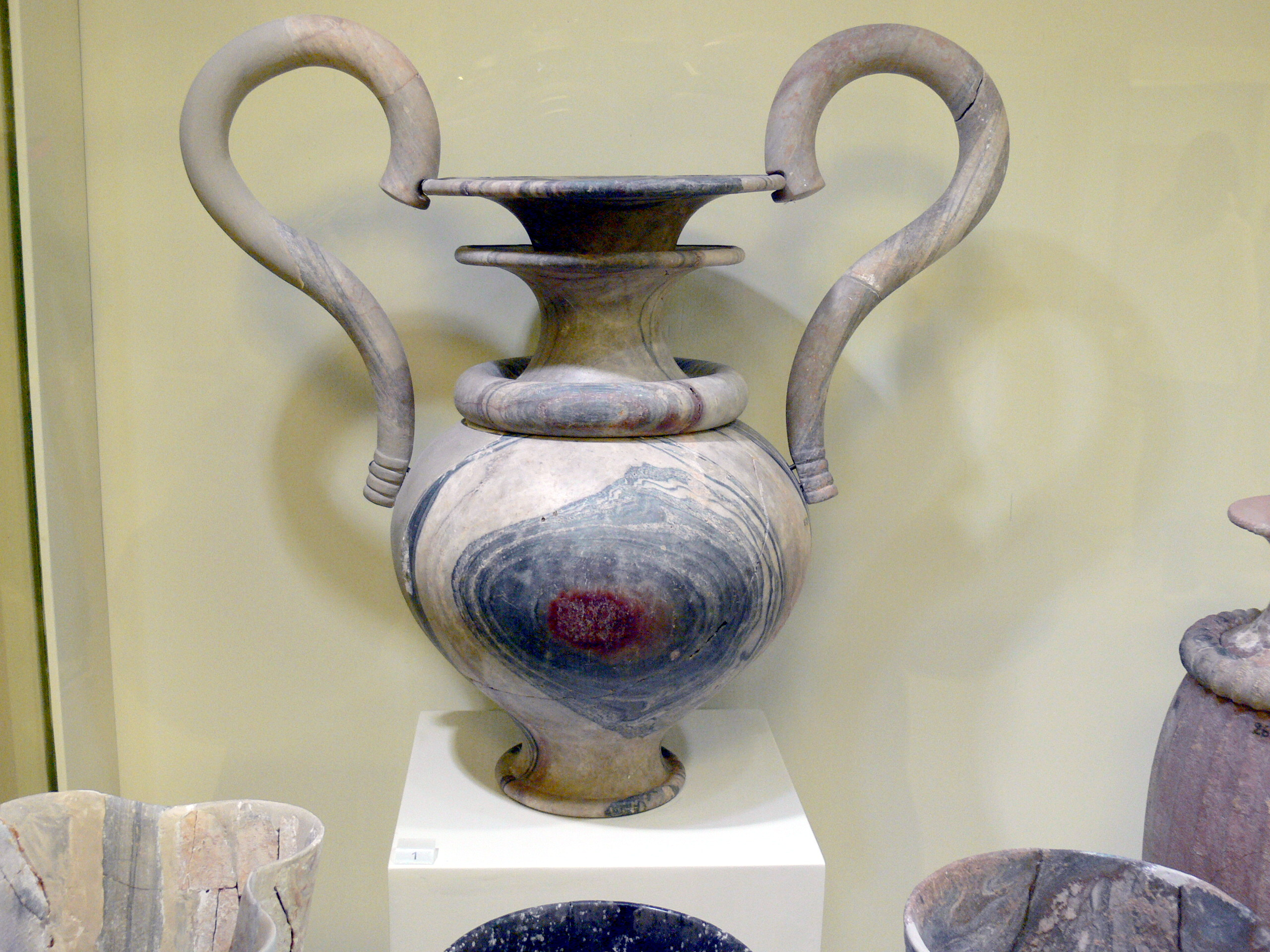
Vaso minoico encontrado em Cato Zacro

Cato Zacro (em grego: Κάτω Ζάκρος; romaniz.: Káto Zákros), ou simplesmente Zacro, é um sítio arqueológico da costa oriental da ilha de Creta que contém ruínas da Civilização Minoica. Acredita-se ter sido um dos quatro principais centros administrativos minoicos, e seu porto protegido e sua localização estratégica fez com que se tornasse um importante centro comercial para o intercâmbio oriental. Provavelmente o nome original do sítio poderia ser Dicta. Situa-se na aldeia homônima, na unidade municipal de Itanos e município de Siteía .
Cato Zacro é por vezes dividido em Epano Zacro (Alta Zacro), a parte mais elevada da encosta, e Cato Zacro (Baixa Zacro), a parte perto do mar. A ravina conhecida como "Ravina da Morte" atravessa ambas as partes do sítio, nomeada em após a descoberta de numerosos enterros encontrados em cavernas ao longo das paredes. Epano Zacro está a 38 km de Sitia. A estrada passa por Palecastro onde dobra em direção ao sul. Uma aldeia relativamente grande, Zacro inclui em sua comunidade as seguintes aldeias menores: Cato Zacro, Adravasti, Azoceramo, Celária, Clisidi e as pequenas aldeolas de São Jorge, Esfaca, Canava e Escália. A estrada asfaltada termina em Cato Zacro.
Zacro foi escavada pela primeira vez por D. G. Hogarth da Escola Britânica de Arqueologia de Atenas que acabou por ocasionalmente descobrir doze casas, sendo que novas escavações foram retomadas em 1961 por Nicolaos Platon que descobriu o palácio de Zacro. Este sítio tem rendido várias tabuinhas de argila com inscrições em Linear A, assim como afrescos (com representações de machados duplos e chifres de consagração), ritões, bacias lustrais, vasos de pedra, prensas de azeite e vinho, 500 selos e um forno.

## História
Durante o minoano antigo, ou o período de formação da Civilização Minoica, foram detectados em muitas localidades da ilha grandes necrópoles, estando entre esses lugares Zacro. O primeiro palácio foi construído por volta de 1 900 a.C., durante o período protopalaciano. Foi posteriormente reconstruído duas vezes devido a extensivos danos por causas naturais (primeiro em torno de 1 600 a.C.; depois em 1 450 a.C.). Em vista das poucas terras férteis nas redondezas do sítio, presumivelmente os habitantes de Zacro possuíam uma economia baseada no comércio marítimo, sendo que o porto local era bem protegido e adequado para receber grande número de navios e a localização da cidade era favorável a intenso contato comercial com o Egito, Chipre e Oriente Médio devido a sua proximidade com tais locais.
O sítio possui cerca de 8 000 m², 150 divisões e um pátio central de 30 metros por 12 metros. O palácio de Zacro, assim como os outros palácios minoicos, era formado por um pátio central cercado por armazéns, salas cultuais, administrativas, residenciais e públicas, no entanto, tal diverge dos demais, pois em decorrência da grande abundância de água da região foram construídos no palácio drenos, cisternas e uma fonte. Um antigo labirinto foi descoberto neste sítio, semelhante aos sítios minoicos de Festo e Cnossos. No entorno do palácio havia uma cidade com edifícios de dois andares, 30 quartos e poços de luz que foram dispostos em blocos.